# Гаджіабад (Ерак)
Гаджіабад (перс. حاجي اباد) — село в Ірані, у дегестані Маасуміє, у Центральному бахші, шахрестані Ерак остану Марказі. За даними перепису 2006 року, його населення становило 948 осіб, що проживали у складі 240 сімей.

## Клімат
Середня річна температура становить 13,64 °C, середня максимальна – 33,10 °C, а середня мінімальна – -9,06 °C. Середня річна кількість опадів – 272 мм.
| Клімат поселення                              | Клімат поселення | Клімат поселення | Клімат поселення | Клімат поселення | Клімат поселення | Клімат поселення | Клімат поселення | Клімат поселення | Клімат поселення | Клімат поселення | Клімат поселення | Клімат поселення | Клімат поселення |
| Показник                                      | Січ.             | Лют.             | Бер.             | Квіт.            | Трав.            | Черв.            | Лип.             | Серп.            | Вер.             | Жовт.            | Лист.            | Груд.            |                  |
| Середній максимум, °C                         | 8,82             | 10,96            | 16,37            | 21,14            | 25,84            | 32,54            | 33,10            | 32,08            | 27,75            | 21,44            | 14,48            | 8,56             |                  |
| Середня температура, °C                       | −0,14            | 2,02             | 7,42             | 12,20            | 16,90            | 23,61            | 27,15            | 26,12            | 21,77            | 15,46            | 8,52             | 2,60             |                  |
| Середній мінімум, °C                          | −9,06            | −6,92            | −1,52            | 3,25             | 7,96             | 14,66            | 21,19            | 20,16            | 15,81            | 9,50             | 2,55             | −3,37            |                  |
| Норма опадів, мм                              | 40               | 40               | 49               | 32               | 24               | 2                | 1                | 1                | 0                | 12               | 29               | 42               |                  |
| Середньомісячна швидкість вітру, м/с          | 1.93             | 2.13             | 3.01             | 3.14             | 2.86             | 2.59             | 2.74             | 2.48             | 2.31             | 2.26             | 1.80             | 1.64             |                  |
| Середньомісячна сонячна радіація, кДж/м²·день | 9207             | 12662            | 15097            | 18473            | 22396            | 26803            | 25818            | 24164            | 21182            | 15741            | 11017            | 9067             |                  |
| --------------------------------------------- | ---------------- | ---------------- | ---------------- | ---------------- | ---------------- | ---------------- | ---------------- | ---------------- | ---------------- | ---------------- | ---------------- | ---------------- | ---------------- |
| Джерело:                                      |                  |                  |                  |                  |                  |                  |                  |                  |                  |                  |                  |                  |                  |